# Lasioglossum breviventre
Lasioglossum breviventre är en biart som först beskrevs av Schenck 1853.  Lasioglossum breviventre ingår i släktet smalbin, och familjen vägbin. Inga underarter finns listade i Catalogue of Life.